# 布団

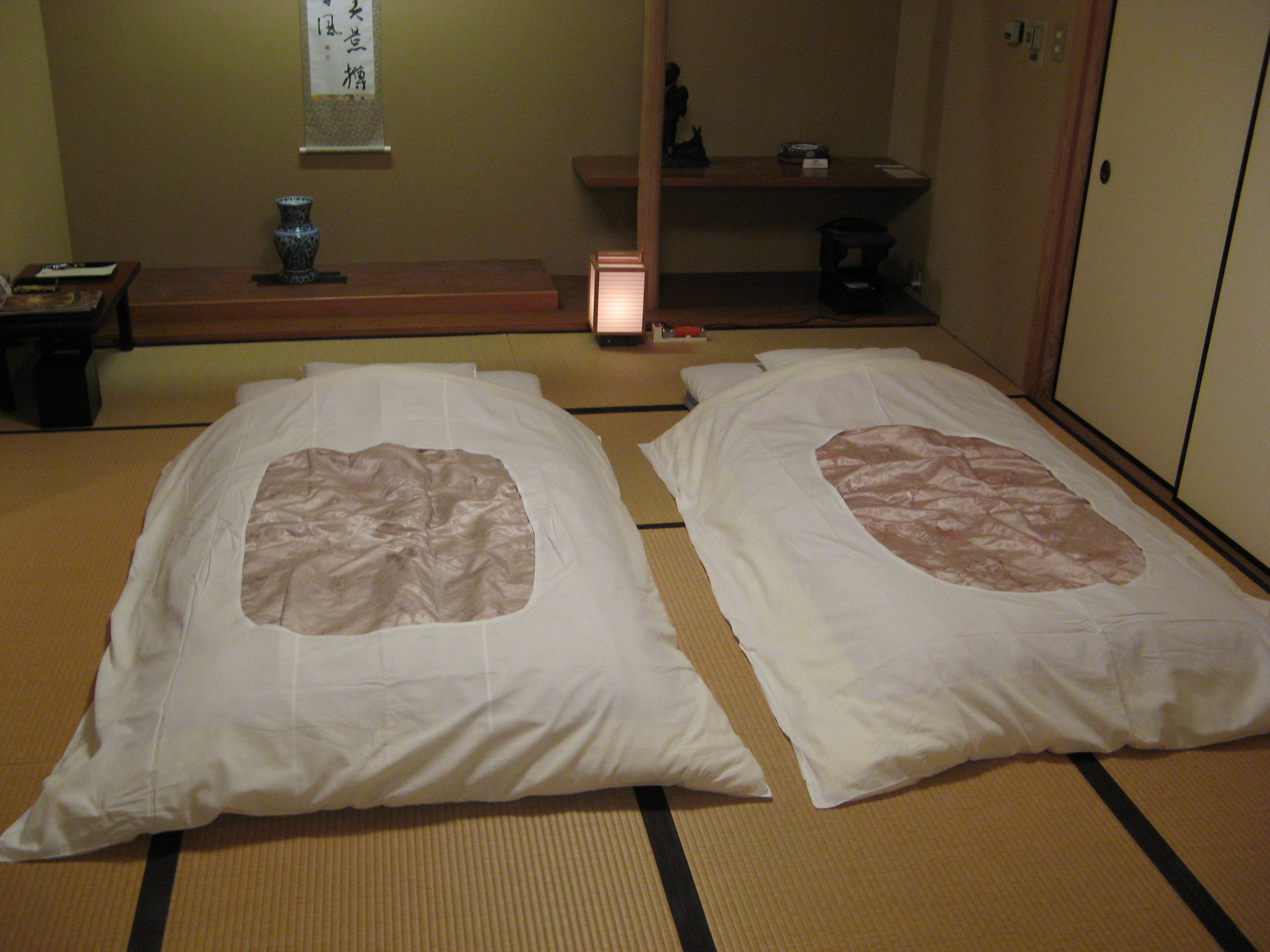
布団

1950年代頃まで嫁入り道具としてセット販売されていた布団一式。夜着（掻巻）も含まれている

布団（ふとん）は、平たい袋状に縫製した布（側地）の中に繊維の詰め物をした繊維製品。広義には炬燵ふとん（こたつふとん）や座布団を含める（日本産業規格における「ふとん」の種類）。狭義には寝具の一種で「寝ぶとん」と呼ばれ、人が上に横たわるための敷き布団（しきぶとん）や、人の上に被せる掛け布団（かけぶとん） に分けられる。
英語圏のマットレスやブランケットなどに相当するが、これらについてはそれぞれの記事を参照。

## 概要
ふとんの外側の生地にあたる側地（ふとんがわ地）に繊維やウレタンフォームなどの詰め物を入れて縫製したものである。先述のように日本産業規格（JIS L 4403:2000）や品質表示規定では炬燵ふとん（こたつふとん）や座布団を含める。
掛寝具である掛け布団と敷寝具である敷布団に分けられる。また、補助寝具として包布類の布団カバー（掛け布団カバーや敷布団カバー）がある。布団カバーは、定期的な洗濯を容易にし、清潔を保つためのものである。
英語圏の寝具との関係では、掛け布団はduvet（デュベ）、quilt（キルト）、comforter（コンファター）、敷き布団はマットレス（mattress）に相当する。
以上の用途別種類（掛け、敷き、こたつ等）とは別に、詰め物の種類（毛、絹、羽毛、麻、綿、化学繊維等）でも分類される。
元々は蒲団と書かれ、蒲でできた円い敷物に由来する
。なお蒲団（ふとん）は唐音読みである。
なお、英語圏にもfutonの語は受け入れられ、日本語からの借用語の一つとなっているが、敷布団の意味が強くなりマットレスやソファベッドを指すこともあるなど変容が指摘されている。

## 歴史

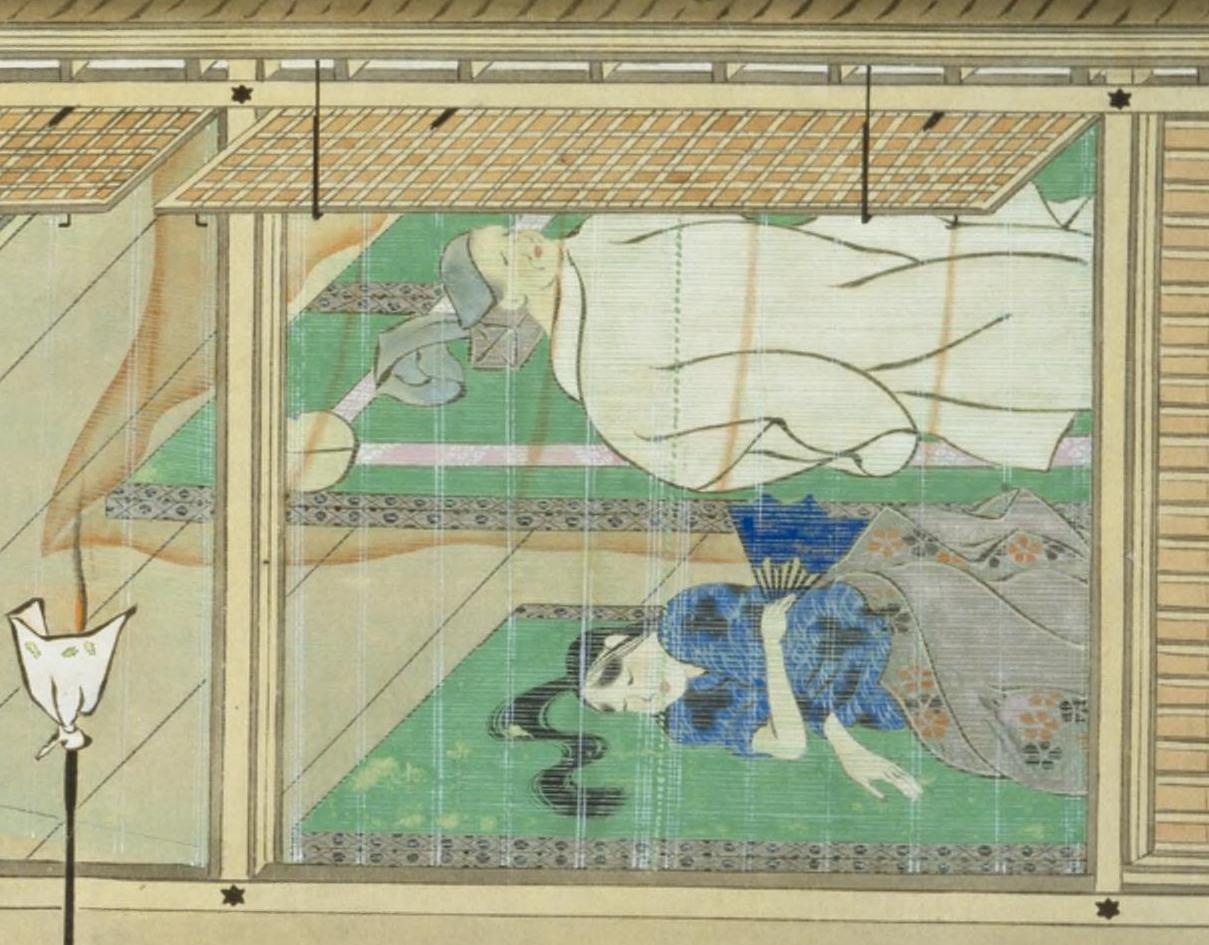
鎌倉時代の貴人の寝姿。畳の上に寝て着物をかけている。春日権現験記より

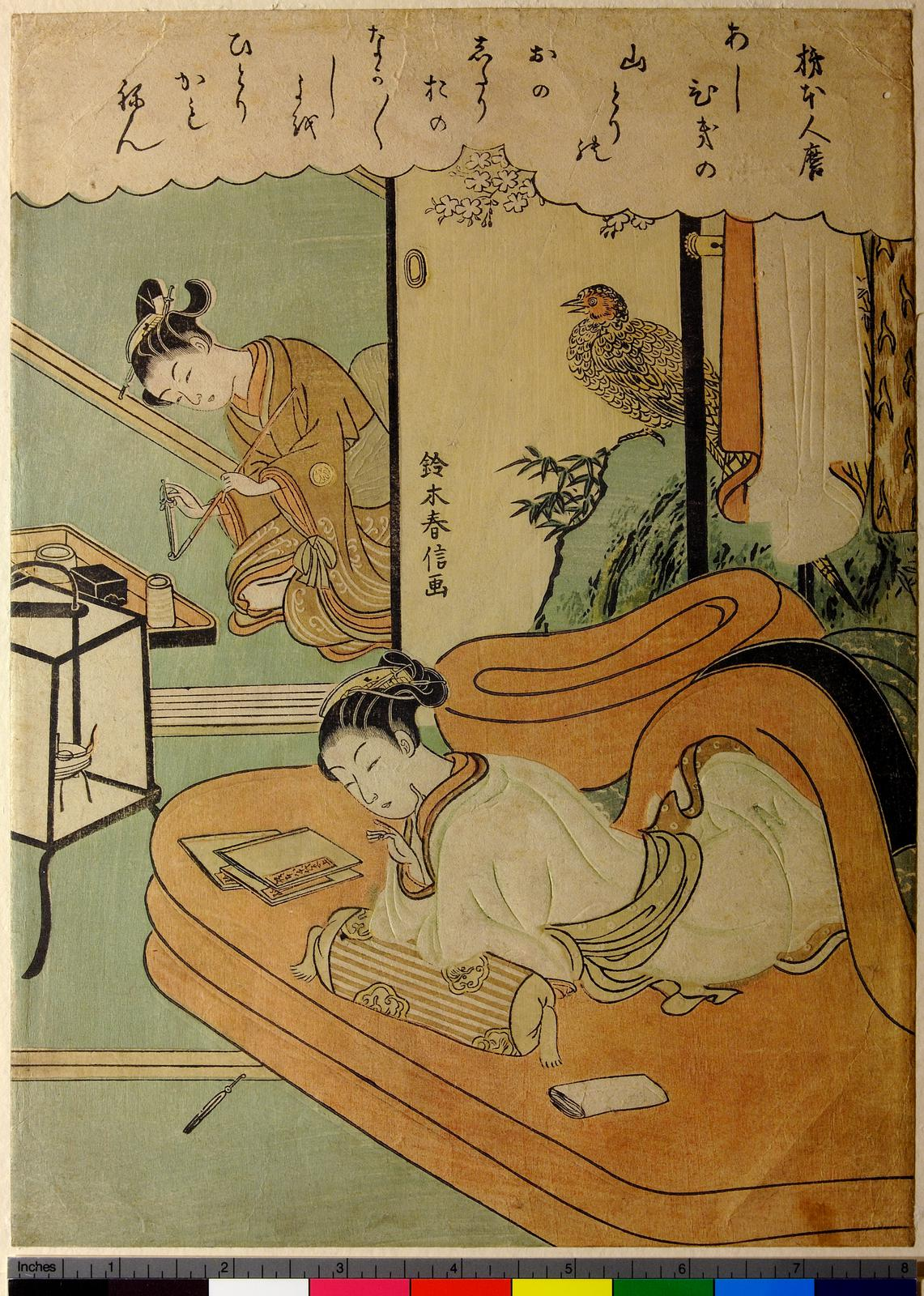
江戸時代中期の遊女の布団。敷布団は高級遊女のステイタスを示す三枚重ねの「三つ布団」、掛けものは厚い掻巻。鈴木春信画

歴史的には敷き布団に相当するものは褥（しとね）、掛け布団に相当するものは衾（ふすま）と呼ばれた。
平安時代には綿栽培が始まっておらず、庶民は樹皮や楮（こうぞ）などから作られた布団を用いた。
戦国時代に木綿栽培が広がり、綿が作られるようになると、防寒用の衣服として着物に綿を入れた形のものが現れ、それが「夜着」（掻巻）と呼ばれる就寝用の掛けものに転じた。
江戸時代には綿布団が使われ始めたものの、一般に普及するのは明治時代以降のことで、藁布団のほか、海草や紙を使った布団が用いられることもあった。福島県南会津地方や長野県北信地方では、藁布団のほかに箱状のものに藁を敷き詰めた箱床（はこどこ）も用いられた。
西川など既成の寝具を売る店も現れたが、昭和30年代頃までは家庭で作るものであった。また、地方では、この頃まで藁布団も用いられていた。

## 種類
ここでは詰め物の素材による分類について述べる。「ふとん品質表示規定」では布団の定義で以下の素材を詰めたものとしている。
1. 毛、絹、羽毛、麻、綿、化学繊維、その他の繊維
2. 前項に掲げる素材を混綿又は積層したもの
3. 上記に掲げる素材とウレタンフォーム等を併用したもの
4. ウレタンフォームを100%使用したもの

### 羊毛布団
羊毛100%のものを羊毛ふとん、羊毛50%でポリエステル50%であれば合繊入羊毛ふとん、ポリエステル70%で羊毛30%であれば羊毛入り合繊ふとんと呼ぶ。暖かく保温性が高い、吸湿性や放湿性がよいといった特徴がある。一方で動物性繊維のため蒸れによる臭いが発生することや独特のヘタリ（フェルト化）が発生することがある。

### 羽毛布団
ダウン（アヒルまたはガチョウの水鳥の胸部に密生する羽毛）を中綿に使用している比率が50%以上のもの。ダウンは軽く保温性があり弾力性に富み、その比率や品質が羽毛布団の品質を左右する。水鳥の種類で、それぞれグース（ガチョウ）とダック（アヒル）に分けられる。

### 羽根布団
ダウンを中綿に使用している比率が50%未満のもの。ダウン以外の羽毛にはフェザーその他の羽毛がある。羽毛布団に比べて一般的に価格は手頃である。

### 綿布団
主に木綿を中綿に使用している布団。吸湿性に優れているが放湿性は劣る。なお「綿布団」と「真綿ふとん」は区別される。
なお、綿が貴重な地域・時代にはぜんまい綿も使われていた。

### 合繊布団
ポリエステル繊維などの合成繊維を使用したもの。綿や羊毛など他の繊維と組み合わせたものもある。
軽くて取り扱いやすく、一定の保温性や透湿性があり、ほこりやにおいの影響も比較的小さい。ただし、吸湿性では劣り、蒸れなどを起こすことがある。

## 寸法
日本産業規格（JIS L 4403:2000）に寸法と略号が定められている（こたつふとん及び座ぶとんは省略）
|      | 一般用 | 一般用 | 一般用 | 一般用 | 一般用 | 一般用 | 一般用 | 子供用 | 子供用 | 夏掛用 |
| S    | M1     | M2     | L1     | L2     | SW     | W      | B1     | B2     | Su     |        |
| ---- | ------ | ------ | ------ | ------ | ------ | ------ | ------ | ------ | ------ | ------ |
| 幅   | 135    | 150    | 160    | 150    | 160    | 170    | 180    | 88     | 135    | 120    |
| 長さ | 195    | 195    | 195    | 210    | 210    | 210    | 210    | 120    | 160    | 160    |

|      | 一般用 | 一般用 | 一般用 | 一般用 | 一般用 | 子供用 | 子供用 |
| S    | M      | L      | SW     | W      | B1     | B2     |        |
| ---- | ------ | ------ | ------ | ------ | ------ | ------ | ------ |
| 幅   | 90     | 100    | 100    | 125    | 135    | 71     | 88     |
| 長さ | 195    | 195    | 210    | 210    | 210    | 120    | 160    |

## 布団の管理
畳に敷いた布団は、毎日、就寝の前に収納場所から出して敷き広げ、起床ののち折り畳んで収納することが慣習化されている。これを「布団の上げ下ろし」という。睡眠中の発汗などの問題があり、カビの発生を防ぐためにも毎日布団の上げ下ろしを行うことが望ましいとされる。
寝ついていた病人が回復し、病床を離れられるようになって布団を上げることを「床上げ」という。また、布団を畳まずに敷いたままであることを「万年床」（まんねんどこ）という。藁布団など湿気を帯びにくい藁を寝床の材料とした時代には寝室の管理は新しい藁に入れ替える際にのみ問題となったが、住宅の構造はそのままで湿気を帯びやすい綿布団が普及したことで万年床による衛生上の問題を生じた。
布団に関しては、ぜんそくやアレルギー疾患の原因になるチリダニ類や刺咬性のあるツメダニ類の抑制も問題となる。防ダニ対策として、防ダニ製品（防ダニ布、防ダニ布団）、丸洗い、ダニ対策機器（掃除機や布団乾燥機）の利用などが挙げられている。

### 布団干し

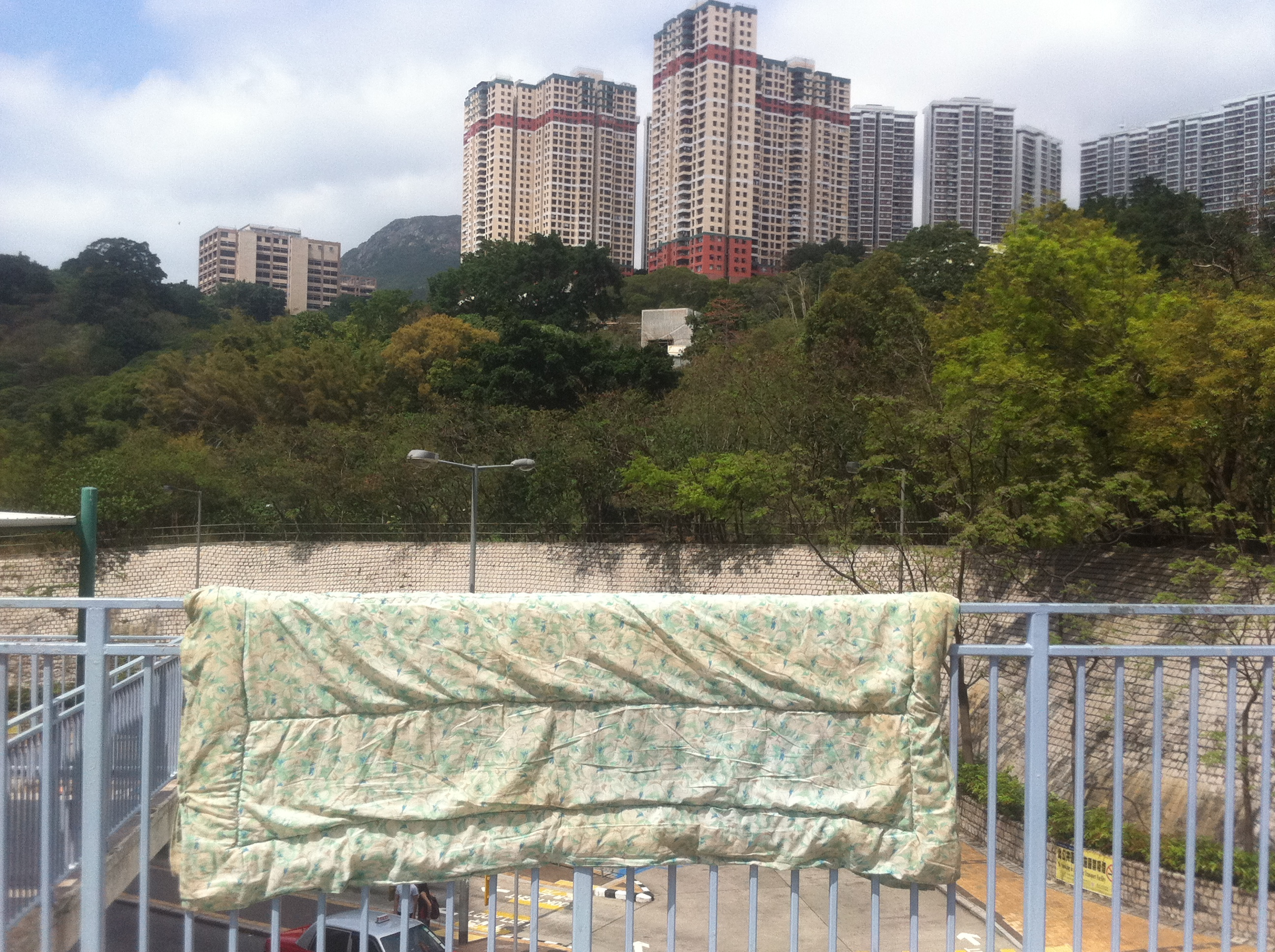
干された布団

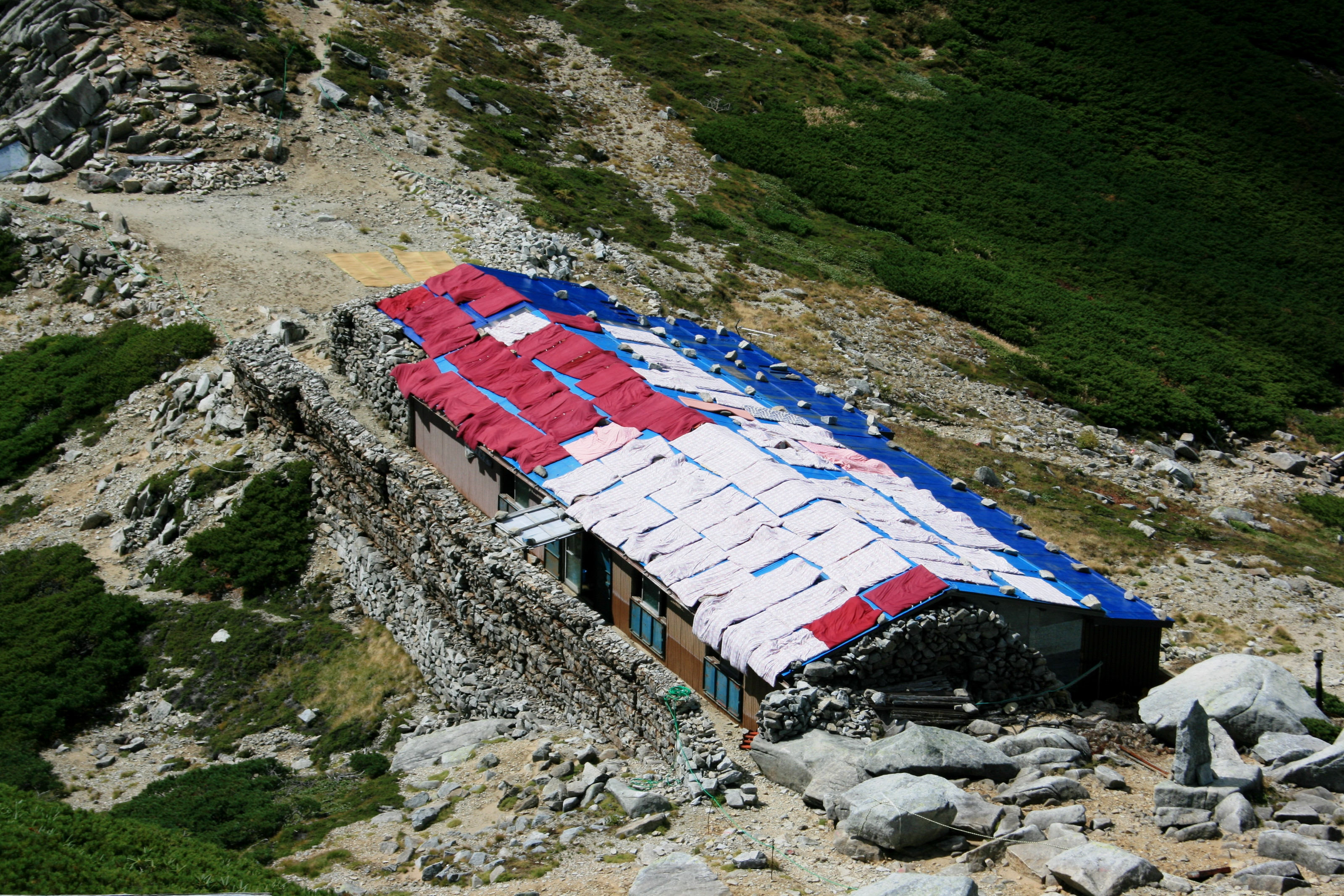
屋根での布団干しの光景（木曽駒ヶ岳九合目の玉ノ窪山荘）

布団の日干しも行われる。これを「布団干し」（ふとんぼし）と呼ぶ。このとき、布団が物干し竿から風などで落ちないように「布団ばさみ」を使って抑えておく。ただし、集合住宅では手摺を利用して布団などを干すことを禁じているところが多くなっている（落下による危険防止のため、景観を保つためなど）。こういった場合は「布団乾燥機」を用いて湿度を減らすことが行われている。
布団干しの際には「布団叩き」が行われることもあるが、作業中にほこりやダニの死骸を吸い込みアレルギーの原因になることがある。また、布団を強く叩くと布団の生地や中綿を傷めることがある。さらに布団叩きが騒音問題となりトラブルになることもある。埃やダニを除去するには、手でやわらかく埃をはたき、布団の上から直接掃除機をかけるのが効果的であること、また、掃除機をかけた場合に埃とダニの量が最も減るのはもめん綿とポリエステル綿であることがNHKの番組で紹介され話題になった。
布団専用の掃除機や乾燥機が発売されており、より簡単に手入れをすることが可能になった。

### 布団の保管
布団を保管する際や、引越の際に用いる「布団袋」（ふとんぶくろ）という布団一式を詰められる丈夫な布製の大きな袋がある。
季節に合わない布団や来客用の布団を保管するためには多くのスペースを必要とするが、十分な空間がない場合、掃除機で布団内部の空気を吸い出してコンパクトにする「布団圧縮袋」（ふとんあっしゅくぶくろ）が用いられる場合もある。

### 打ち直し
生地の汚れがひどいとき、詰め物が偏ってしまったとき、綿布団などであれば打ち直しが可能である。

### 健康への影響
羽毛から発生する微粉塵を長期間吸い込んだ場合、羽毛に対するアレルギーが生じ過敏性肺炎や間質性肺炎を発症することがある。しかし、自身が鳥関連過敏性の体質であることに気がつかないまま重症化し、「特発性間質性肺炎」や「特発性肺線維症」と診断されるが有効な治療が行えず慢性過敏性肺炎に重症化する例が報告されている。

## 布団の習俗
- 婚礼布団（祝い布団）は日本の婚礼道具の一つで、江戸時代末期から昭和30年頃にかけて盛んに行われ、花嫁が嫁ぎ先へ新しくあつらえた布団を持参した習わしである[31]。
- 西洋のベッドが壁沿いに置かれるのに対し、伝統的な和室における布団は、部屋の中央に敷かれる。この理由に関しては、『日本武術神妙記』（中里介山 角川ソフィア文庫 2016年）において、忍者の説明として、賊がどこから侵入したとしても一定の間合いがあり、対応ができるためと説明されている。また、伝統的な和室は土壁であったため、壁越しに槍で襲われる恐れもあったことから、壁から離れた中央に敷かれていたという。